# Formule 3000 v roce 1986
Formule 3000 v roce 1986 byla druhým ročníkem disciplíny Formule 3000. Uskutečnilo se 11 Velkých cen této formule a mistrem světa se stal italský jezdec Ivan Capelli z týmu Genoa Racing s vozem March 86B.

## Pravidla
Boduje prvních 6 jezdců podle klíče:
- První - 9 bodů
- Druhý - 6 bodů
- Třetí - 4 body
- Čtvrtý - 3 body
- Pátý - 2 body
- Šestý - 1 bod

## Velké ceny
| Datum        | Závod                         | Vítěz             | Vůz         | Výsledky |
| ------------ | ----------------------------- | ----------------- | ----------- | -------- |
| 13. duben    | BRDC International Trophy     | Pascal Fabre      | Lola T86/50 | Výsledky |
| 4. květen    | Gran Premio di Roma           | Ivan Capelli      | March 86B   | Výsledky |
| 19. květen   | Grand Prix Pau                | Mike Thackwell    | Ralt RT20   | Výsledky |
| 25. květen   | Spa                           | Philippe Alliot   | March 86B   | Výsledky |
| 8. červen    | Imola                         | Pierluigi Martini | Ralt RT20   | Výsledky |
| 28. červen   | Mugello                       | Pierluigi Martini | Ralt RT20   | Výsledky |
| 20. červenec | Gran Premio dell Mediterraneo | Luis Perez Sala   | Ralt RT 20  | Výsledky |
| 17. srpen    | Österreichring                | Ivan Capelli      | March 86B   | Výsledky |
| 25. srpen    | Birmingham                    | Luis Perez Sala   | Ralt RT 20  | Výsledky |
| 28. září     | Le Mans                       | Emanuele Pirro    | March 86B   | Výsledky |
| 5. říjen     | Jarama                        | Emanuele Pirro    | March 86B   | Výsledky |

## Konečné hodnocení Mistrovství Světa

### Jezdci
| P  | Jezdec                | Tým                 | Vůz         | Body |
| -- | --------------------- | ------------------- | ----------- | ---- |
| 1  | Ivan Capelli          | Genoa               | March 86B   | 39   |
| 2  | Emanuele Pirro        | Onyx                | March 86B   | 33   |
| 3  | Pierluigi Martini     | Pavesi              | Ralt RT20   | 27   |
| 4  | Michel Ferte          | ORECA               | March 86B   | 26   |
| 5  | Luis Perez Sala       | Pavesi              | Ralt RT20   | 24,5 |
| 6  | John Nilsen           | Ralt                | Ralt RT20   | 18   |
| 7  | Pascal Fabre          | Lola                | Lola T86/50 | 15,5 |
| 8  | Mike Thackwell        | Horag/FTL           | Lola T86/50 | 10,5 |
| 9  | Philippe Alliot       | ORECA               | March 86B   | 9    |
| 10 | Gabriele Tarquini     | Coloni              | March 85B   | 7    |
| 11 | Satoru Nakadžima      | Ralt                | Ralt RT20   | 7    |
| 12 | Mauricio Gugelmin     | West Surrey Racing  | March 86B   | 5    |
| 13 | Pierre-Henri Raphanel | ORECA               | March 86B   | 5    |
| 14 | Olivier Grouillard    | Formula Team Ltd    | Lola T86/50 | 4    |
| 15 | Tomas Kaiser          | BS Automotive       | Lola T86/50 | 4    |
| 16 | Alain Ferte           | ITI 3000            | March 86B   | 4    |
| 17 | Claudio Langes        | BS Automotive       | Lola T86/50 | 3    |
| 18 | Richard Dallest       | Danielson           | AGS JH20B   | 3    |
| 19 | Alessandro Santin     | Sanremo Racing      | March 86B   | 1,5  |
| 20 | Eliseo Salazar        | Lola                | Lola T86/50 | 1,5  |
| 21 | John Jones            | Onyx                | March 86B   | 1    |
| 22 | Franco Forini         | Coloni              | March 85B   | 1    |
| 23 | Adrian Campos         | Peter Gethin        | March 86B   | 1    |
| 24 | Russell Spence        | Eddie Jordan Racing | March 86B   | 1    |